# Bengt Hasselrot
Bengt Hasselrot (Estocolmo, 12 de agosto de 1910 - Uppsala, 27 de septiembre de 1974) fue un romanista e hispanista sueco.
Catedrático de lenguas románicas de la Universidad de Upsala, destaca, entre sus escritos, su obra Études sur la formation du diminutive dans les langues romanes, Uppsala, 1957. Otros: Les limites du francoprovencal et l'aire de nostron S.l: s.n, 1966.

## Vida
Hasselrot se doctoró en Uppsala en 1937 con la obra Étude sur les dialectes d'Ollon et du district d'Aigle, Vaud (Uppsala/París 1937). En 1946 se convirtió en profesor en Copenhague y en 1950 en Uppsala. De 1959 a 1972 fue (como sucesor de Paul Falk) profesor de lenguas románicas en la Universidad de Uppsala (sucesor de Lennart Carlsson). Hasselrot estaba casado desde 1930 con Marie-Louise (née Muller, 1901-1973), nacida en Suiza.

## Obras
- Du changement de genre comme moyen d’indiquer une relation de grandeur dans les langues romanes. Uppsala / Leipzig 1945.
- Benjamin Constant og Bernadotte. De l’esprit de conquête et de l’usurpation og dens tilblivelse. Kopenhagen 1950.
- (Hrsg.) Nouveaux documents sur Benjamin Constant et Mme de Staël. Kopenhagen 1952.
- (Hrsg.) Benjamin Constant, Lettres à Bernadotte. Sources et origine de l’Esprit de conquète et de l’usurpation. Paris/Genf 1952.
- (Hrsg. mit Jöran Sahlgren und Lars Hellberg) Quatrième Congrès international de sciences onomastiques. Uppsala 1952.
- (mit Arne Klum) Franska stilar för universitetsstadiet med nyckel. Stockholm 1955.
- Études sur la formation diminutive dans les langues romanes. Uppsala / Wiesbaden 1957.
- Les limites du francoprovençal et l’aire de nostron. 1966.
- Étude sur la vitalité de la formation diminutive française au XXe siècle. Uppsala 1972.

## Literatura
- Lennart Carlsson: In: Studia Neophilologica. 47, 1975, S. 151–154.
- Lennart Carlsson: L’étude des langues romanes depuis 1890. In: Acta Universitatis Upsaliensis, Uppsala University 500 Years. Band 6: Faculty of Arts at Uppsala University, Linguistics and Philology. Uppsala 1976, S. 89–98.
- Alf Lombard in: Revista portuguesa de filosofia. 17, 1975–1978 [1979], S. 1163–1167.